# Gian Francesco Giudice
Gian Francesco Giudice (Padova, 25 gennaio 1961) è un fisico italiano che lavora al CERN di Ginevra nel campo della fisica delle particelle e della cosmologia.

## Carriera accademica
Laureato in fisica presso l'Università di Padova nel 1984, Giudice ha ottenuto nel 1988 il titolo di Philosophiae Doctor in fisica teorica presso la Scuola Internazionale Superiore di Studi Avanzati (SISSA) di Trieste. Dal 1988 al 1990 è stato Research Associate nel gruppo di fisica teorica del Fermi National Accelerator Laboratory presso Chicago, negli Stati Uniti. Dal 1990 al 1992 è stato Research Fellow nel dipartimento di fisica dell'Università del Texas a Austin, nel gruppo del Prof. Steven Weinberg, premio Nobel nel 1979. È stato quindi nominato ricercatore dell'Istituto Nazionale di Fisica Nucleare (INFN) e nel 1993 si è trasferito al CERN di Ginevra, dove è ora direttore del Dipartimento di Fisica Teorica. Membro dell'Accademia Nazionale dei Lincei, dell'Istituto veneto di scienze, lettere ed arti e dell'Accademia Galileiana, è stato premiato come Jacques Solvay Chair per la fisica (2013), Distinguished Visiting Research Chair al Perimeter Institute (2019), Sackler Distinguished Lecturer all'Università di Tel Aviv (2020), Chandrasekhar Lecturer al Tata Institute of Fundamental Research (2022), Erwin-Schrödinger Professor all'Università di Vienna (2023).

## Attività di ricerca
L'attività di ricerca di Giudice verte sulla formulazione di nuove teorie che estendano le attuali conoscenze delle interazioni delle particelle elementari a regimi di distanze sempre più piccole. Inoltre studia come la teoria delle particelle elementari possa applicarsi alla cosmologia e descrivere gli stadi primordiali della storia del nostro universo. I risultati più significativi sono nei campi della supersimmetria, delle extra dimensioni, della fisica elettrodebole, della fisica dei collisori, della materia oscura e della leptogenesi. Insieme con il fisico Riccardo Barbieri ha proposto il criterio usualmente utilizzato per valutare il grado di naturalezza con cui una teoria supersimmetrica può realizzare la rottura della simmetria elettrodebole. È uno degli inventori del meccanismo di Giudice-Masiero, che è la spiegazione preminente del problema Mu nelle teorie di supergravità. Ha dato contributi fondamentali alla formulazione delle teorie di Gauge Mediation ed è coautore dei primi articoli in cui sono state proposte le teorie di Anomaly Mediation e di Split Supersymmetry. È uno dei proponenti di un metodo per calcolare effetti quantistici in teorie con rottura di supersimmetria tramite continuazione analitica nel superspazio. Molto noto e utilizzato in studi per l'LHC è il suo metodo per descrivere le interazioni dei gravitoni in teorie con dimensioni spaziali extra. Inoltre è uno dei creatori del concetto di Minimal Flavor Violation, che permette di caratterizzare gli effetti delle transizioni di sapore in nuove teorie di fisica particellare. Dopo la scoperta del bosone di Higgs, ha calcolato la probabilità che il vuoto si disintegri per effetto tunnel quantistico, trovando il sorprendente risultato che l'universo è in uno stato critico che terminerà in un collasso cosmico.

## Attività di sostegno a progetti con acceleratori di particelle
Giudice ha attivamente partecipato a studi sulle potenzialità degli acceleratori di particelle, sostenendo e promuovendo diversi nuovi progetti al CERN e in altri laboratori del mondo. Ha coordinato gruppi di studio per il LEP, il Tevatron, la Neutrino Factory, l'LHC, il CLIC, la SuperB e ha partecipato al comitato che ha esaminato la sicurezza delle collisioni tra particelle all'LHC. È stato membro dell'LHC Experiments Committee (LHCC Archiviato il 23 febbraio 2019 in Internet Archive.), il comitato che esamina l'attività dei gruppi sperimentali dell'LHC, del European Committee for Future Accelerators (ECFA), il comitato consultivo per la pianificazione a lungo termine delle strutture per la ricerca nella fisica delle alte energie in Europa, del gruppo di preparazione per la European Strategy for Particle Physics 2020, e di numerosi comitati consultivi e di valutazione per istituti di ricerca in tutto il mondo.

## Divulgazione scientifica
Oltre all'attività di ricerca, Giudice è impegnato nella divulgazione scientifica, tenendo spesso conferenze pubbliche sulla fisica delle particelle e su temi connessi, e partecipando a festival scientifici e altri eventi. È l'autore di Odissea nello zeptospazio, un libro divulgativo sulla fisica dell'LHC, che è stato finalista del Premio letterario Galileo per la divulgazione scientifica e del Premio Pianeta Galileo 2013. Il libro è stato pubblicato in inglese, tedesco, francese, spagnolo, coreano e italiano. Nel 2023 ha pubblicato Prima del Big Bang, un libro divulgativo su come è iniziato l'universo e cosa è avvenuto prima.